# Ayerbe

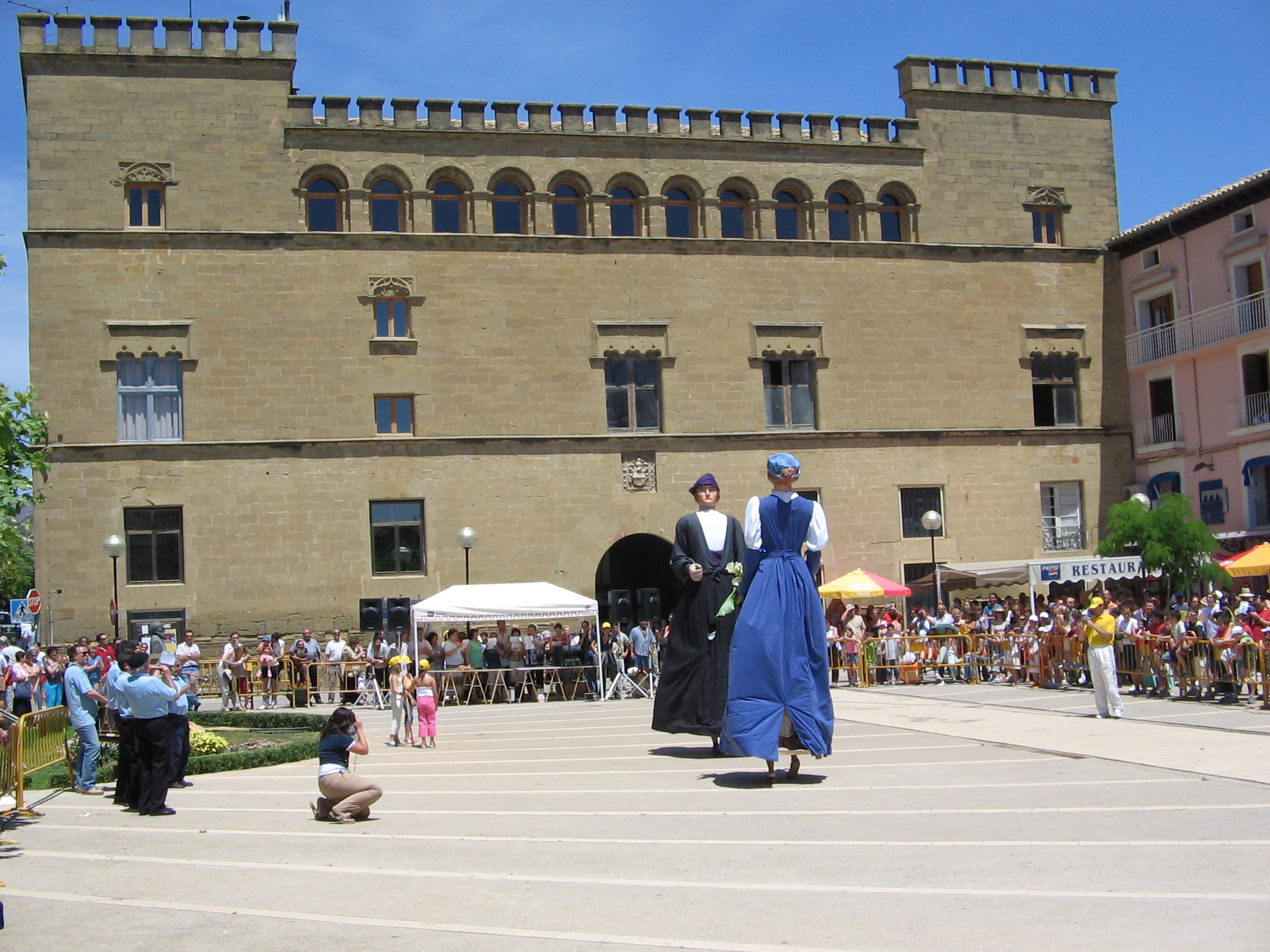
Ayerbe

Ayerbe  est une commune d’Espagne, dans la province de Huesca, communauté autonome d'Aragon comarque de Hoya de Huesca.

## Géographie
Ayerbe se trouve à 28 km de Huesca, sur la route autonome A132 en direction de Pampelune. Elle possède une gare ferroviaire sur la ligne de Madrid à Jaca et Canfranc. Elle est située dans une dépression érosive excavée dans un plateau marneux de l'ère tertiaire, sur la rive gauche de la rivière Gállego. La commune est limitrophe au nord de Peñas de Riglos et Loarre ; à l'est de Loarre et Loscorrales ; au sud de Lupiñén-Ortilla, et à l'ouest de Biscarrues et Murillo de Gállego.
Bien que située dans un espace bien adapté pour l'irrigation, la plus grande partie de la commune est implantée sur des terrains pierreux non irrigués, disposés sur plusieurs plateaux parsemés de quelques collines. Le chêne, l'amandier et à nouveau depuis peu, la vigne et l'olivier représentent la plus grande partie des cultures. On y trouve également du romarin, des ajoncs et autres arbustes ainsi que des herbages très utiles pour la nourriture du bétail mais dégradés par la chasse aux lapins, lièvres, perdrix et palombes.

## Histoire/ Toponymie
Le nom Ayerbe signifie en basque "en bas du versant". Cf. aussi Ayherre (Pyr.-Atl.).

## Lieux et monuments
Le noyau urbain s'étend autour de deux places carrées gardées par ce qui fut le palais des Marquis d'Ayerbe (XVIe s.) déclaré monument historique et artistique le 3 juin 1931. D'autres édifices distingués donnent à la visite d'Ayerbe un intérêt tout particulier.
Santiago Ramón y Cajal, lauréat du prix Nobel de médecine, a vécu à Ayerbe pendant dix ans et les habitants perpétuent son souvenir avec un musée et un centre d'interprétation en sa mémoire. En outre, la bibliothèque publique d'Ayerbe dispose d'une section "Cajal" qui compte plus de 250 ouvrages et documents.
La semaine de la mycologie, qui a lieu à Ville depuis des années au mois d'octobre, est un événement international.
Le commerce florissant, qui a prospéré dans cette ville du Moyen Âge jusqu'à la moitié du XXe siècle, a donné à ses habitants un esprit hospitalier, une vertu dont bénéficient aujourd'hui les touristes avec une bonne offre hôtelière,.

## Loisirs
Ayerbe et son secteur constituent un espace ouvert avec de multiples possibilités pour un séjour reposé ou de loisir actif et sportif ; pour alterner aussi toutes les deux, en jouissant d'un lieu avec des coins singuliers ; varié patrimoine artistique et naturel. Une configuration particulière du paysage dérive dans l'émotion d'une nature vive. 
Jouit Ayerbe de bibliothèque publique, casino, barres, piscine municipale et au tour de ville, un réseau de sentiers, des chemins et des routes de 2º ordre composent un paradis pour caminantes et des cyclistes ; tant de route comme de domaine.
Le parc naturel de la Fontaneta, parfait pour le relax, marcher et footing ; compte avec une installation à l'air libre appropriée étendue pour manger pourvu de barbacoa, idéal pour les repas champêtres.
Curieuse la Source de des Trois Caños par sa valeur architectonique et l'environnement qui se.
À moins de quinze minutes, le château de Loarre ; la forteresse romane la mieux conservée d'Europe ; la Collégiale de Bolea, Les Mallos de Riglos et d'Agüero. En moins d'une heure, un nombre interminable de villages enchanteurs et riches d'histoire : Ardisa, Biscarrués, Piedramorrera, Loscorrales, Anzánigo, Sainte María du Galet, Echo, Ansó, Sos del Rey Católico... Nous arrivons aussi au Monastère de San Juan de la Peña et  au Monastère de Santa Cruz de la Serós... nous accédons aux pistes de ski Candanchú et d'Astún...Villes comme Jaca, Huesca et Saragosse. Option pour le parapente à Loarre, descendre le Gállego en petite embarcation ou en rafting, faire du « puenting », changer d'échelle en Riglos, Windsurf en Tormos...

## Jumelages
Garlin (France) depuis 1977 située en Béarn et réputée pour ses vins : Madiran et Pacherenc du Vic-Bilh